# Migos
I Migos sono stati un gruppo hip-hop statunitense proveniente da Lawrenceville (Georgia) formatosi nel 2008, formato dai rapper Quavo, Offset, e da Takeoff, quest'ultimo deceduto nel 2022, rimasto vittima di una sparatoria.
Il trio ha debuttato con il singolo Versace nel 2013, contenuto nel mixtape Y.R.N. Grazie al successo riscontrato, sono stati pubblicati altri singoli, come Fight Night (2014), Look at my dab (2015) e tre singoli che sono entrati nella Top 10 della Billboard Hot 100: Bad and Boujee (2016) con la collaborazione di Lil Uzi Vert, MotorSport (2017) con la collaborazione di Nicki Minaj e Cardi B e Stir Fry (2017). Le tracce si sono posizionate rispettivamente al primo, sesto e ottavo posto nella Billboard.
L'album con cui il trio ha debuttato nel 2015 è stato Young Rich Nation, distribuito dalle etichette statunitensi Quality Control Music e 300 Entertainment. Il secondo album ufficiale, Culture, pubblicato nel 2017, ha raggiunto la prima posizione nella Billboard 200. In seguito, nel febbraio 2017, i Migos hanno firmato per Capitol Records e Motown. A gennaio 2018 i Migos hanno pubblicato il terzo album ufficiale, Culture II, che ha nuovamente raggiunto la prima posizione nella Billboard 200.
Il gruppo era gestito dal manager Coach K e ha collaborato con artisti come Travis Scott, 2 Chainz e Gucci Mane e con produttori come Zaytoven e Murda Beatz.

## Storia del gruppo
Il gruppo è stato fondato nel 2008 dai membri Quavo (Quavious Keyate Marshall), Offset (Kiari Kendrell Cephus) e Takeoff (Kirsnick Khari Ball), imparentati tra loro: Offset è cugino di Quavo, che è zio di Takeoff. I tre sono nati in Georgia: Quavo ad Athens, Offset e Takeoff a Lawrenceville, nella contea di Gwinnett, dov'è poi cresciuto anche Quavo. Il padre di Quavo è morto nel 1995, quando egli aveva quattro anni, mentre gli altri due componenti del gruppo hanno perso il padre qualche anno dopo; i tre sono stati così cresciuti dalla madre di Takeoff, ed hanno iniziato a rappare in terza media, pubblicando il primo mixtape non ufficiale Crunk Boy. Nel 2009 hanno formato il primo gruppo: il Polo Club.

### Gli inizi (2011-2012)
I Migos hanno iniziato la propria carriera musicale nel 2008, ma il gruppo ha pubblicato il primo mixtape Juug Season, solamente il 25 agosto 2011. Il progetto, composto da diciassette tracce, è stato reso disponibile come download digitale indipendente. Poco tempo dopo, il 1 giugno 2012, il secondo mixtape indipendente No Label è stato pubblicato. Anch'esso è composto da diciassette tracce e inoltre vanta della collaborazione dell'artista Mango Foo.

### La svolta,VersaceeY.R.N.(2013)

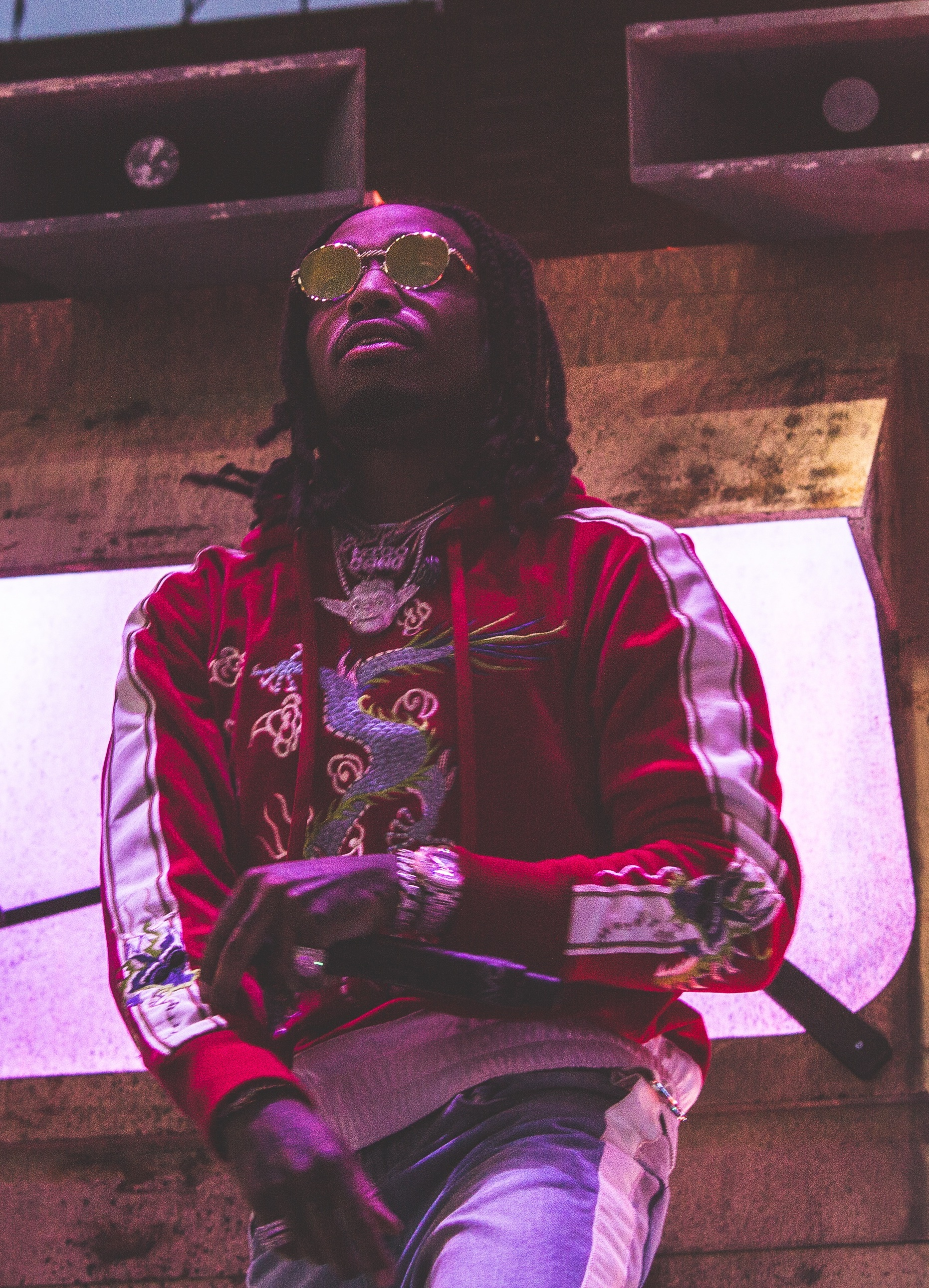
Quavo, uno dei tre membri del gruppo

Il successo dei primi mixtape ha catturato l’attenzione del produttore Zaytoven, assieme al quale, nel 2013, hanno deciso di pubblicare il singolo Versace, che ha rapidamente raggiunto la novantanovesima posizione nella Billboard Hot 100. Il singolo ha raggiunto anche la trentunesima posizione nella classifica statunitense Hot R&B/Hip-Hop Songs, la ventitreesima posizione nella classifica Hot Rap Songs e l’undicesima posizione nella classifica statunitense Top Heatseekers. La rivista statunitense XXL ha incluso il singolo nella classifica delle migliori cinque canzoni hip-hop del 2013. Inoltre, la traccia ha ottenuto la terza posizione nella classifica di XXL: “The 25 Best Songs of 2013", la quarta posizione nella classifica della piattaforma multimediale Complex: “The 50 Best Songs of 2013”, la quinta posizione nella classifica della rivista musicale statunitense SPIN: “The 50 Best Songs of 2013”, la trentottesima posizione nella classifica della rivista online statunitense Pitchfork: “The Top 100 Tracks of 2013” e la sessantanovesima posizione nella classifica della rivista musicale statunitense Rolling Stone: “The 100 Best Songs of 2013”. Il video musicale ufficiale è stato pubblicato nel settembre 2013 e conta più di 30 milioni di visualizzazioni. Lo stesso anno, il rapper canadese di successo mondiale Drake ha pubblicato un remix della canzone, aggiungendo una strofa.
A giugno 2013, i Migos hanno distribuito il mixtape
Young Rich Niggas (Y. R. N.), che ha segnato definitivamente la svolta del gruppo. L’album vanta di collaborazioni con artisti come Gucci Mane, Future e Soulja Boy ed è composto da diciotto tracce. Il mixtape ha raggiunto la settantaquattresima posizione nella classifica statunitense Top R&B/Hip-Hop Album e ha accumulato più di 500 000 download. Inoltre, è stato classificato come terzo mixtape dell’anno 2013 da Rolling Stones ed è stato nominato il ventisettesimo album dell’anno e il sesto hip-hop da SPIN. Il 15 giugno 2013 i Migos sono stati ospitati dalla stazione radio rap Hot 107.9 e ad ottobre dello stesso anno si sono esibiti nello show di XXL “Show and Prove”.
Il 3 agosto 2013 il trio ha pubblicato il mixtape Streets on Lock insieme al rapper Rich the Kid, che però non ha ottenuto molto successo. Pochi mesi dopo, ad ottobre, il gruppo ha pubblicato il mixtape Streets on Lock 2, nuovamente accompagnati da Rich the Kid.

### I mixtape eYung Rich Nation(2014-2015)

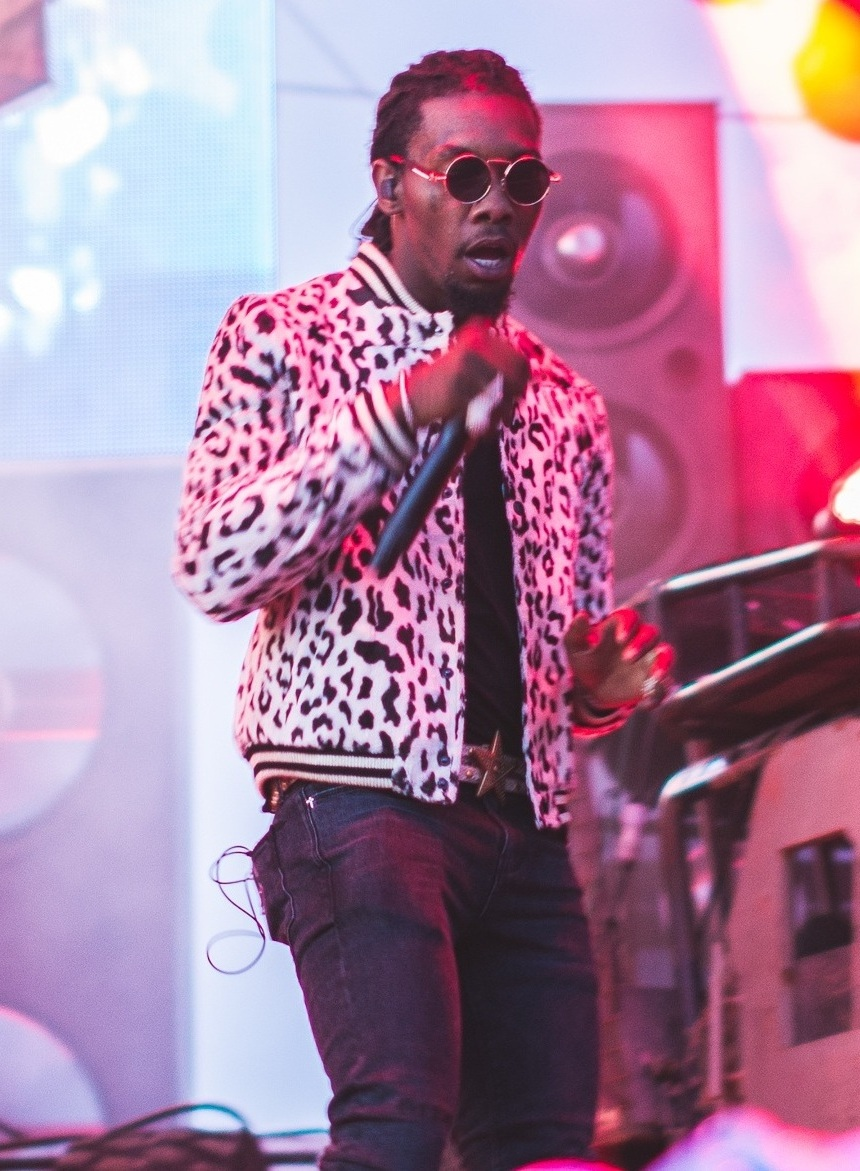
Offset al Veld Festival 2017

Dopo il successo originato da Y.R.N., il 25 febbraio 2014 i Migos hanno pubblicato il secondo mixtape, No Label II. Il disco è stato preceduto dal singolo Ounces, uscito il 17 dicembre 2013. Il mixtape è costituito da venticinque tracce e vanta la collaborazione dei rapper Meek Mill, Rich Homie Quan e Machine Gun Kelly e dei produttori Murda Beatz, Metro Boomin e Zaytoven. L'album ha ricevuto critiche positive, ma non quanto il suo predecessore. Il singolo First Night, incluso nel progetto, ha però raggiunto la sessantanovesima posizione nella classifica Billboard Hot 100. Nel giugno 2014, il mixtape è stato rimasterizzato includendo le collaborazioni con gli artisti Young Thug e Jermaine Dupri.
Il 20 aprile 2014 il gruppo ha pubblicato il mixtape Streets on Lock 3, sempre insieme al Rich the Kid. Nello stesso anno, i Migos hanno pubblicato un altro progetto: Rich Nigga Timeline, il terzo mixtape del gruppo, costituito da diciotto tracce, uscito il 5 novembre 2014. Anche se è stato nominato dalla rivista Rolling Stones il settimo album Hip-Hop dell'anno, è stato probabilmente il progetto del gruppo che ha riscontrato meno successo.
Il 5 febbraio 2015 i Migos hanno pubblicato il singolo One Time, di cui è uscito il video musicale su YouTube il 23 marzo. Il singolo ha raggiunto la trentaquattresima posizione nella classifica statunitense Hot R&B/Hip-Hop Songs. Il 18 aprile, poco prima di un concerto che si sarebbe svolto alla Georgia Southern University, il trio è stato incarcerato per possesso di marijuana e altre sostanze stupefacenti e possesso di armi da fuoco in una zona scolastica. Quavo e Takeoff sono stati subito rilasciati su cauzione, mentre il terzo membro, Offset, è stato rilasciato circa otto mesi dopo. Questo avvenimento ha ritardato l'uscita del primo album in studio che ha visto la luce solo il 31 luglio 2015. Yung Rich Nation, costituito da quindici tracce, include le collaborazioni con gli artisti Young Thug e Chris Brown e i produttori Zaytoven, Murda Beatz e Honorable C.N.O.T.E. L'album ha ricevuto critiche positive, posizionandosi alla sessantasettesima posizione sul sito statunitense Metacritic, alla diciassettesima nella classifica Billboard Hot 200 e alla terza nella classifica Top Rap Albums.
Il 17 settembre dello stesso anno, i Migos hanno pubblicato il quinto mixtape del gruppo, Back To The Bando. Costituito da quindici tracce, il progetto include il singolo che ha definitivamente reso famoso il gruppo: Look At My Dab. La traccia ha raggiunto l'ottantasettesima posizione nella classifica statunitense Billboard Hot 100. Inoltre, ha avuto un grande impatto culturale e la mossa "Dab" è diventata un fenomeno di livello mondiale. Un mese dopo hanno anche pubblicato il mixtape Streets on Lock 4 sempre insieme a Rich the Kid.

### TrilogiaCulture(2016-presente)

Takeoff in concerto nel 2017

Il 18 gennaio 2016 i Migos hanno pubblicato il sesto mixtape Y.R.N. 2 (Young Rich Niggas 2). L'album, contenente dieci tracce, è il seguito del mixtape con cui ha debuttato il gruppo, Young Rich Niggas. Il disco, però, non ha avuto altrettanto successo.
Mesi dopo, il 28 ottobre 2016, i Migos hanno pubblicato il singolo Bad and Boujee con la collaborazione del rapper Lil Uzi Vert e prodotto da Metro Boomin. Il singolo è arrivato primo nella classifica Billboard Hot 100, ed è stato il primo singolo del gruppo ad arrivare in prima posizione negli Stati Uniti. In seguito sono stati pubblicati i singoli T-Shirt e Slippery, rispettivamente il 14 febbraio e il 16 maggio 2017. Il singoli hanno preceduto il secondo album in studio, Culture. L'album, il cui titolo era inizialmente No Label 3, poi cambiato nel titolo ufficiale di oggi, è composto da tredici tracce. All'interno del disco sono presenti le collaborazioni con DJ Khaled, Gucci Mane, 2 Chainz, Travis Scott e Lil Uzi Vert e le produzioni di Metro Boomin, Murda Beatz, Zaytoven, OG Parker e Cassius Jay. L'album ha ricevuto molte critiche positive. Ha raggiunto l'ottava posizione nella "Billboard 50 Best Albums of 2017", la quindicesima nella classifica della rivista inglese Clash, "Clash Albums of the Year 2017", la settima nella classifica della rivista Complex, "The Best Albums of 2017", la quarantaduesima posizione nella classifica "Top 50 Albums of 2017" della rivista statunitense online Consequence of Sound e la settima nella classifica "Exclaim! Top 10 Hip-Hop Albums of 2017" della rivista canadese Exclaim!. Inoltre, ha raggiunto la ventitreesima posizione nella classifica "The 50 best albums of 2017" della rivista Fact, la settima posizione nella classifica "HipHopDX's Best Rap Albums of 2017" della rivista HipHopDX, la tredicesima posizione nella classifica "The 100 Best Albums of 2017" della rivista musicale Noisey, la diciannovesima posizione nella classifica "The 50 Best Albums of 2017" della rivista americana Pitchfork, la quinta posizione nella classifica della rivista Rap-Up "Rap-Up's 20 Best Albums of 2017", la nona posizione nella classifica "50 Best Albums of 2017" della rivista americana Rolling Stones, l'undicesima posizione nella classifica "50 Best Albums of 2017" della rivista Spin e la trentatreesima posizione nella classifica "50 Best Albums of 2017" della rivista Stereogum. L'album è stato certificato disco di platino.
Il 30 maggio i Migos hanno pubblicato il singolo Too Hotty, che ha preceduto la compilation Quality Control: Control The Streets vol. 1, uscita il 19 dicembre 2017.
Qualche mese dopo, precisamente il 27 ottobre 2017, il gruppo ha pubblicato il singolo MotorSport, con la collaborazione delle rapper Nicki Minaj e Cardi B. La canzone, prodotta da Murda Beatz, ha raggiunto la sesta posizione nella Billboard Hot 100. Il brano è stato seguito dai singoli Stir Fry, prodotto da Pharell Williams e Suparstars, prodotto da Honorable C.N.O.T.E., pubblicati rispettivamente il 20 dicembre 2017 e il 22 gennaio 2018. Pochi giorni dopo, il 26 gennaio, è stato pubblicato il sequel di Culture, Culture II. Il 7 dicembre 2017 pubblicano il singolo Danger singolo in collaborazione con il disc jockey Marshmello. Il brano fa parte della colonna sonora del film Bright. Il terzo album in studio del gruppo è costituito da 24 tracce e vanta delle collaborazioni con i rapper Cardi B, Nicki Minaj, Big Sean, Drake, Travis Scott, 2 Chainz, 21 Savage, Gucci Mane, Ty Dolla Sign e Post Malone. Anche le critiche di questo disco sono state positive: l'album ha raggiunto la prima posizione nella classifica statunitense Billboard Hot 100 e nella classifica statunitense Top R&B/Hip-Hop Albums..
Nel 2019 esce My Family singolo realizzato con Karol G' Snoop Dogg e Rock Mafia ed estratto dalla colonna sonora del film d'animazione La Famiglia Addams.
L'11 giugno 2021 viene pubblicato Culture III, terzo capitolo della saga nonché quarto album in studio del gruppo. Il disco, composto da diciannove tracce, presenta artisti come Drake, Cardi B, Polo G, Future, Justin Bieber, Juice Wrld, Pop Smoke e YoungBoy Never Broke Again come ospiti.

### Scioglimento del gruppo
Già a partire dal 2022, il gruppo era entrato in crisi per attriti personali fra i membri, in particolare fra Quavo ed Offset, a seguito del presunto tradimento della rapper ed ex ragazza del primo, Saweetie, con il secondo. Dalla lite fra i due, il gruppo rimase composto esclusivamente da Quavo e Takeoff, come testimonia l'album "Only built For Infinity Links", in cui sono presenti soltanto i due artisti.
Il 1º novembre 2022 Takeoff rimase ucciso all'età di 28 anni durante una sparatoria a Houston, mentre era in compagnia di Quavo presso una sala da bowling intento a giocare a dadi, segnando definitivamente la fine del gruppo.

## Formazione
- Quavo (2008–2023)
- Offset (2008–2023)
- Takeoff (2008–2022)

## Controversie legali

### Prima della fama
Nel 2013 Offset è stato incarcerato nella Prigione della contea di DeKalb in Georgia per aver violato la libertà vigilata che aveva ricevuto a causa di condanne per furto con scasso e furto.

### L'incidente al concerto alla Georgia Southern University
Il 18 aprile 2015 i Migos avrebbero dovuto esibirsi in un concerto alla Hanner Fieldhouse, vicino alla Georgia Southern University, a Statesboro, in Georgia. Lo spettacolo sarebbe dovuto iniziare alle sette di sera ma, a causa di un contrattempo, il trio si è presentato solamente alle nove. I Migos avevano pianificato di esibirsi per un minimo di quarantacinque minuti, ma sono stati costretti dal Dipartimento di Polizia di Statesboro a lasciare il palco dopo mezz'ora di concerto perché è stato rilevato un forte odore di marijuana proveniente dal furgone del gruppo.
Dopo alcune investigazioni, la polizia ha arrestato il gruppo e i dodici membri dello staff per possesso di marijuana ed altre sostanze stupefacenti, possesso di armi da fuoco all'interno di una zona scolastica. Qualche giorno dopo, il 20 aprile Quavo, Takeoff e sei membri dello staff sono stati rilasciati mentre Offset ed altri sei membri sono rimasti in prigione. Come conseguenza dell'arresto, il gruppo ha posticipato l'inizio del tour mondiale a luglio e l'uscita del primo album ufficiale. Otto mesi dopo, il 4 dicembre 2015 Offset e gli altri sei membri sono stati rilasciati.

### Questioni legali
Il 17 marzo 2016, Offset è stato arrestato per guida con una patente sospesa ad Atlanta, ma è stato rilasciato il giorno successivo senza essere stato accusato. Offset da allora ha affermato che la sua licenza non è mai stata sospesa e la polizia lo ha detenuto senza una causa probabile.
Il 7 luglio 2017, a Takeoff è stato chiesto di lasciare un volo da Atlanta a Des Moines, Iowa, dopo che si era rifiutato di spostare la sua borsa di Louis Vuitton dal pavimento a un cassone sopraelevato prima del decollo.
Nel marzo 2018, l'Armory Avenue di Washington ad Albany, New York, ha fatto causa al gruppo per aver presumibilmente incitato una rivolta nella sede nel 2015, quando sei persone sono state pugnalate. Un organizzatore di concerti che ha subito lesioni facciali ha anche citato in giudizio la band e il locale.
Nel 2017, il rapper XXXTentacion ha affermato che il gruppo lo aveva ferito al petto dopo avergli tirato fuori una pistola. Nel 2019, Offset è stato visto in un video all'interno di un negozio Target a Sandy Springs, in Georgia, dove presumibilmente aveva lanciato l'iPhone di un fan. La polizia di Sandy Springs ha emesso un mandato di arresto per Offset per danni alla proprietà.

## Discografia
- 2015 – Yung Rich Nation
- 2017 – Culture
- 2018 – Culture II
- 2021 – Culture III

## Tournée
- 2017 – Aubrey & the Three Migos Tour (con Drake)

## Riconoscimenti
| Anno | Premio                  | Ricevente                         | Categoria                                   | Risultato       | Rif.   |
| ---- | ----------------------- | --------------------------------- | ------------------------------------------- | --------------- | ------ |
| 2014 | BET Hip Hop Awards      | Se stessi                         | Debuttante dell'anno (Rookie Of The Year)   | Candidato/a     | [ 89 ] |
| 2014 | BET Hip Hop Awards      | Fight Night                       | Best Club Banger                            | Candidato/a     | [ 89 ] |
| 2014 | BET Hip Hop Awards      | No Label II                       | Miglior mixtape                             | Candidato/a     | [ 89 ] |
| 2015 | BET Awards              | Se stessi                         | Miglior gruppo                              | Candidato/a     | [ 90 ] |
| 2017 | Billboard Music Awards  | Bad and Boujee (con Lil Uzi Vert) | Migliore canzone rap                        | Candidato/a     | [ 91 ] |
| 2017 | Billboard Music Awards  | Bad and Boujee (con Lil Uzi Vert) | Miglior collaborazione rap                  | Candidato/a     | [ 91 ] |
| 2017 | BET Awards              | Se stessi                         | Miglior gruppo                              | Vincitore/trice | [ 92 ] |
| 2017 | BET Awards              | Bad and Boujee (con Lil Uzi Vert) | Miglior collaborazione                      | Vincitore/trice | [ 92 ] |
| 2017 | BET Awards              | Bad and Boujee (con Lil Uzi Vert) | Video dell'anno                             | Candidato/a     | [ 92 ] |
| 2017 | BET Awards              | Bad and Boujee (con Lil Uzi Vert) | Premio del pubblico (Viewers’ Choice Award) | Candidato/a     | [ 92 ] |
| 2017 | MTV Video Music Awards  | Bad and Boujee (con Lil Uzi Vert) | Miglior video hip hop                       | Candidato/a     | [ 93 ] |
| 2017 | MTV Europe Music Awards | Bon Appétit (con Katy Perry)      | Miglior video                               | Candidato/a     | [ 94 ] |
| 2018 | Grammy Awards           | Bad and Boujee (con Lil Uzi Vert) | Miglior interpretazione rap                 | Candidato/a     | [ 95 ] |
| 2018 | Grammy Awards           | Culture                           | Miglior album rap                           | Candidato/a     | [ 96 ] |